# 山田修司
山田 修司（やまだ しゅうじ、1956年6月2日 - ）は、日本のバレーボール選手・監督。元全日本。

## 来歴
北海道札幌市出身。東海大四高では3年時にインターハイと国体で優勝。
1975年に富士フイルムに加入し、入団1年目からレギュラーに抜擢された。1984～88年の富士フイルムの日本リーグ5連覇には、選手・主将として大きく貢献、杉本公雄・ 御嶽和也・蘇武幸志・三橋栄三郎らとともに黄金時代を築き上げた。
1979年以来全日本メンバーとしても活躍し、1981年のワールドカップでは敢闘賞を受賞。1984年のロサンゼルスオリンピックでも、主将としてチームを牽引した。
1987年に現役を引退。その後1992年に富士フイルムの監督に就任し、同年の日本リーグで優勝。その後も2001年まで監督を務めた。

## 受賞歴
- 1975年 - 第9回日本リーグ スパイク賞、新人賞
- 1978年 - 第12回日本リーグ 敢闘賞、ベスト6
- 1979年 - 第13回日本リーグ 敢闘賞、ベスト6
- 1980年 - 第14回日本リーグ 敢闘賞、ベスト6
- 1981年 - 第15回日本リーグ 最高殊勲選手賞、ベスト6
- 1982年 - 第16回日本リーグ 敢闘賞、スパイク賞、ベスト6
- 1983年 - 第17回日本リーグ 最高殊勲選手賞、スパイク賞、ベスト6
- 1984年 - 第33回黒鷲旗 敢闘賞